# Marc Rovirola Moreno
Marc Rovirola Moreno (Cornellà del Terri, 12 de setembre de 1992) és un futbolista professional català que juga com a migcampista per la Cultural y Deportiva Leonesa.

## Carrera de club
Rovirola va debutar amb el primer equip del CD Banyoles la temporada 2009–10, a categoria regional. L'estiu de 2010 va marxar al Girona FC després d'haver fet proves al FC Barcelona i al Reial Saragossa, retornant així a categories juvenils.
Posteriorment va jugar amb el CF Riudellots, filial del Girona, i amb el Girona FC B, ambdós a categories inferiors. El 4 de març de 2015, va jugar el seu primer partit com a professional, entrant com a suplent d'Àlex Granell als darrers minuts, en una victòria a casa per 2–1 contra el Reial Valladolid, a la segona divisió.
L'11 de juliol de 2015, Rovirola va fitxar per la UE Llagostera, de la mateixa categoria, per dos anys, i fou immediatament cedit al CF Fuenlabrada. El 16 de juliol de l'any següent va fitxar per l'Albacete Balompié, ajudant el club a pujar a segona divisió.
El 31 de gener de 2018, després de no haver jugat cap partit en la primera meitat de la temporada, Rovirola va rescindir el contracte. El 22 de febrer, va fitxar pel CE Atlètic Balears de Segona B.
El 9 de setembre de 2020, va signar per un any, amb opció a un segon, per la Cultural y Deportiva Leonesa.